# Doninha-das-montanhas
A doninha-das-montanhas (Mustela altaica) é uma espécie de doninha, um pequeno mamífero carnívoro da família dos mustelídeos, que habita as regiões montanhosas da Ásia. Possui entre 22 e 28 centímetros de comprimento do corpo, mais 10 a 15 de cauda. Possui uma pelagem clara cor de creme no inverno que é substituída por uma mais escura e acinzentada na primavera.

## Distribuição geográfica
Como o nome indica, habita geralmente áreas montanhosas do leste da Ásia. Pode ser encontrada desde o Cazaquistão até o Tibete e na região do Himalaia, e ao norte pela Mongólia até o sul da Sibéria.